# Theodor Magnus Fries
Theodor (o Thore) Magnus Fries (Socken, Femsjö, Suecia, 28 de octubre de 1832-Upsala, 29 de marzo de 1913) fue un naturalista, y botánico sueco.
Era hijo del micólogo Elias M. Fries (1794-1878). Fue autor de importantes trabajos sobre los liquenes; y publica la correspondencia de Carlos Linneo (1707-1778). 

## Algunas publicaciones
- 1871-1874 . Lichenographia Scandinavica sive dispositio lichenum in Dania, Suecia, Norvegia, Fennia, Lapponia, rossica hactenus collectorum
- 1909 . Skandinaviens tryfflar och tryffelliknande svampar (trufas ecandinavas y setas). Svenske Botansk Tidskrift 3 pp. 224 - 300
- 1937. Lynge, BA; TM Fries. Lichens from West Greenland, collected chiefly by Th. M. Fries, etc. Meddelelser om Grønland. Bd. 118: 8

## Fuente
- Illinois Mycological Association
- La abreviatura «Th.Fr.» se emplea para indicar a Theodor Magnus Fries como autoridad en la descripción y clasificación científica de los vegetales.[1]